# Драновський В'ячеслав Іванович
В'ячесла́в Іва́нович Драно́вський — підполковник міліції.
У червні 2011 року — керівник Сумського райвідділу міліції. Станом на серпень 2013 року — командир Сумського «Беркута». Під час російсько-української війни — командир зведеного загону УМВС Сумської області.

## Моменти
У липні 2014 року при несенні служби в одному з населених пунктів Донеччини бійці загону завітали до магазину, щоби придбати води, та стали свідками такої сцени: працівниця селищної ради телефоном просила підприємця надати спонсорську допомогу ветеранам нацистсько-радянської війни — з нагоди річниці визволення селища. Підприємець відмовлявся, мотивуючи завданими збитками внаслідок військових дій. Командир та кілька патрульних підійшли до жінки й запропонували наявні в них кошти. За пів години правоохоронців наздогнав селищний голова й запросив на концерт. У гості правоохоронці зібрали для ветеранів гостинці та хоч якусь грошову допомогу.

## Нагороди
15 липня 2014 року — за особисту мужність і героїзм, виявлені у захисті державного суверенітету та територіальної цілісності України, вірність військовій присязі під час російсько-української війни, відзначений — нагороджений орденом «За мужність» III ступеня.